# Deborah Frances-White
Deborah Frances-White es una humorista y escritora feminista británica de origen australiano que también imparte seminarios dirigidos a mujeres de negocios sobre temas como el carisma, la diversidad y la inclusión. Tiene las ciudadanías británica y australiana. Dirige y presenta los pódcast Global Pillage y The Guilty Feminist.

## Biografía
Frances-White nació en Brisbane (Australia) y fue adoptada a los diez días de nacida. Se mudó al Reino Unido para asistir a la Universidad de Oxford y fundó la compañía de teatro de improvisación The Spontaneity Shop, de la cual es directora.
Cuando aún era adolescente, se hizo testigo de Jehová. Sus experiencias en la congregación y sobre cómo la abandonó son el objeto de su espectáculo de comedia del Edinburgh Fringe en 2012 y de dos de los episodios de su programa de radio Deborah Frances-White Rolls the Dice, que se emite en la cadena BBC Radio 4.

## Trayectoria
Tras desarrollar distintos formatos de improvisación en The Spontaneity Shop (incluida la comedia romántica improvisada Dream Date, que tuvo un programa piloto en la cadena de televisión británica ITV), Frances-White empezó a dedicarse al monólogo cómico. Su primer espectáculo en solitario importante fue How to Get Almost Anyone to Want to Sleep With You, que interpretó en el Edinburgh Festival Fringe de 2007 y en el Melbourne International Comedy Festival de 2008, en el que también presentó The Melbourne International Comedy Festival Roadshow.
Los últimos espectáculos de Frances-White han sido más personales. Cult Following (2012) abordaba sus experiencias como testigo de Jehová adolescente, en Half a Can of Worms (2013) trataba de encontrar a su familia biológica.
Frances-White ha continuado desarrollando nuevos formatos de improvisación. Voices in Your Head es un espectáculo que permite a humoristas, improvisadores y actores crear personajes cómicos ante un público en directo. Algunos de los invitados que han pasado por él han sido Phill Jupitus, Sara Pascoe, Russell Tovey, Mike McShane y Hannibal Buress. En 2015, creó The Beau Zeaux, una comedia improvisada de larga duración interpretada por un elenco rotatorio conformado por, entre otras personalidades, Marcus Brigstocke, Thom Tuck, Rachel Parris, Brendan Murphy, Ed Coleman, Milly Thomas y Pippa Evans. Algunos de los invitados han sido Russell Tovey y Dan Starkey.
En la primavera de 2015, estrenó su primera serie radiofónica para la BBC 4 Deborah Frances-White Rolls the Dice y en ella relata historias personales en torno a su adopción, su matrimonio por conveniencia y la búsqueda de su familia biológica. Los episodios se titulaban «Half a Can of Worms», «Cult Following», «Visa Issues» y «Who's Your Daddy». En enero de 2016, el Writers Guild of Great Britain le otorgó el premio a la mejor comedia radiofónica durante su ceremonia anual. Una segunda serie se emitió por primera vez en otoño de 2016.
Junto con Sofie Hagen creó el podcast The Guilty Feminist y también es la creadora y presentadora del podcast Global Pillage.

## Trabajo corporativo
Frances-White aparece de forma regular en eventos corporativos en los que habla sobre confianza, carisma, diversidad y sexismo. Su charla TEDx sobre el carisma frente al pánico escénico («Charisma versus Stage Freight») fue citado por James Caan como el secreto de sus habilidades de presentación.

## Escritura
Junto a Philippa Waller contribuyó a un episodio de El jovencito Drácula en 2014. Ha coescrito dos libros: The Improv Handbook, con Tom Salinsky, y Off the Mic, con Marsha Shandur, ambos publicados por Bloomsbury. Escribe para la Standard Issue Magazine. En 2018, se publicó The Guilty Feminist, una serie derivada de su podcast.